# Terremoto de san Fermín de 1918

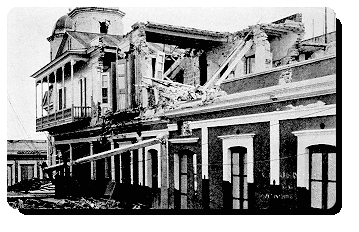
Una casa en ladrillo en Mayagüez, Puerto Rico destruida por el terremoto.

El terremoto de San Fermín de 1918 también conocido como el terremoto de Puerto Rico de 1918 fue un terremoto significativo que sacudió la isla de Puerto Rico a las 10:14 hora local del 11 de octubre de 1918 en la costa del municipio de Aguadilla. La magnitud registrada del terremoto fue de 7,1. El epicentro ocurrió a 5 kilómetros fuera de la costa noroeste de la isla, en la fosa de Puerto Rico.
El terremoto originó un tsunami  con olas de aproximadamente 6 metros de alto  que azotaron la costa oeste de la isla y que es recordado como uno de los mayores desastres naturales que han afectado la isla. Las pérdidas relacionadas con el desastre se estimaron en 118 muertes y 4 millones de dólares en daños a la propiedad.

## Geología del terremoto
El epicentro del terremoto de 1918 en Puerto Rico se ubicó en canal de la Mona, aproximadamente a 5 kilómetros de la costa noroeste de la isla, probablemente alrededor de una vieja falla cercana a la Fosa de Puerto Rico. Los temblores más fuertes estimados alcanzaron magnitudes de 7,1 en la escala Richter o el nivel IX en la escala Rossi-Forel.

## Efectos inmediatos

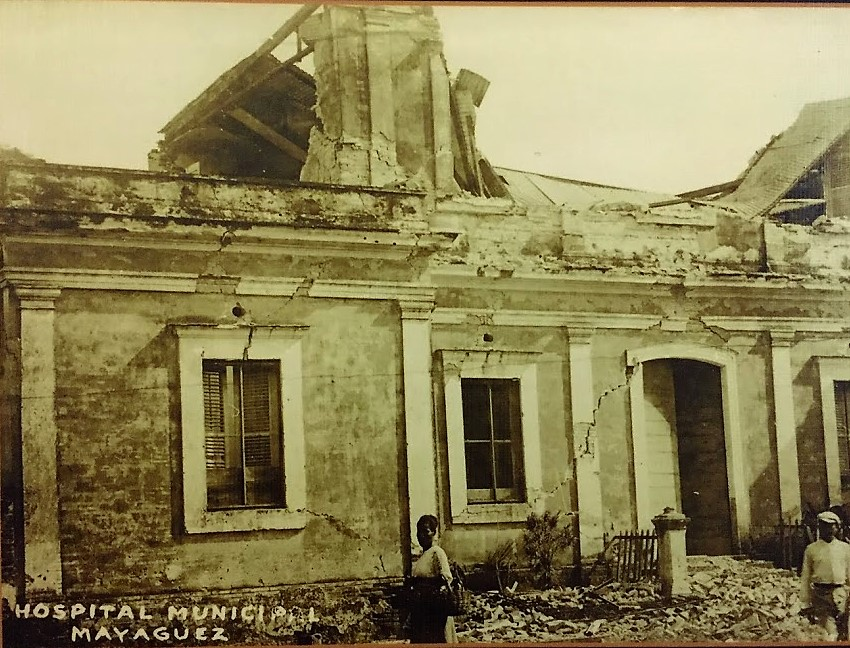
Hospital de Mayagüez después del terremoto

Como resultado del terremoto, varias estructuras a lo largo de la costa oeste sufrieron daños irreparables. Algunas fábricas y centrales de producción fueron virtualmente destruidas, mientras que los puentes y carreteras fueron severamente dañados.
El terremoto causó varios deslizamientos de tierra en donde la magnitud superó el Nivel VII, pero ninguno fue causante directo de muertes. Además, algunas corrientes de ríos se vieron afectadas, lo que en algunos casos socavó los cimientos de varios puentes que acabaron colapsando.
Los reportes sobre muertes relacionadas con terremotos proveen cifras entre los 91 y 116 casos. Aproximadamente 40 de las muertes fueron a causa del tsunami. Además, los daños a la propiedad fueron estimados en cuatro millones de dólares, una cantidad considerable para la fecha. En muchos pueblos hubo muchos daños tales como Aguadilla, Añasco, Mayagüez, Isabela, Rincón y Aguada.

## Tsunami

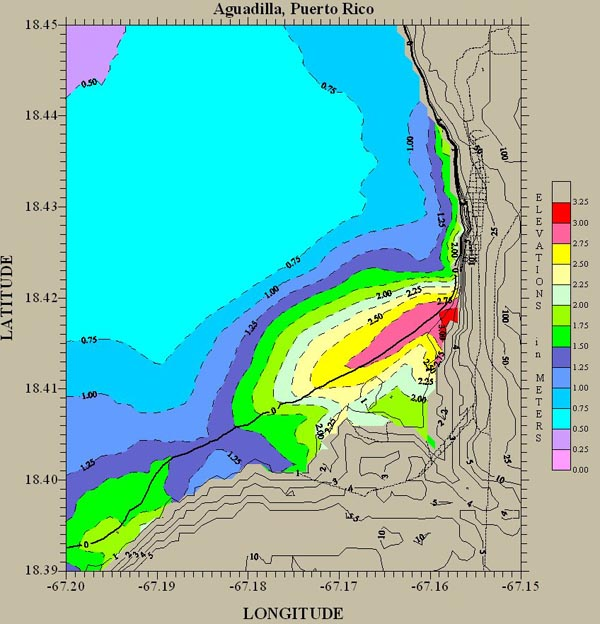
Simulación del tsunami producto del terremoto que afectó la costa de
Aguadilla, Puerto Rico.

Como resultado del terremoto, un tsunami azotó la costa oeste de la isla el 11 de octubre de 1918, probablemente entre 4 a 7 minutos después del primer temblor llegaron las primeras olas. La ola más alta registrada alcanzó entre 5,5 a 6 metros y terminó destruyendo una zona significativa de villas en la costa. Se estima que cerca de 40 personas murieron como causa directa del tsunami.

## Réplicas
Se reportaron varias réplicas tras el terremoto principal.